# 加瀬三郎
加瀬 三郎（かせ さぶろう、1894年（明治27年）3月17日 - 1944年（昭和19年）12月21日）は、日本の海軍軍人。最終階級は海軍少将。位階勲等は従四位勲三等。

## 経歴
千葉県出身。1916年（大正5年）12月、海軍兵学校第44期を卒業し、1917年（大正6年）12月に海軍少尉に任官した。1920年（大正9年）12月に海軍潜水学校普通科学生となり、「第45潜水艦」「第41潜水艦」各乗組などを経て、1925年（大正14年）12月に「呂号第23潜水艦」長に着任した。その後、「襟裳」分隊長、「龍田」水雷長兼分隊長などを経て、1929年（昭和4年）11月30日に海軍少佐進級と同時に「桜」駆逐艦長兼「橘」駆逐艦長に就任した。「望月」駆逐艦長、「鳥羽」「熱海」各艦長などを歴任し、1935年（昭和10年）11月に海軍中佐に進級に進級。さらに「北上」副長、海軍兵学校教官兼監事を経て、1940年（昭和15年）11月に海軍大佐に進級した。
1941年（昭和16年）4月に呉軍需部第1課長兼部員に就任し、同年10月より兼呉軍需部総務課長となった。1942年（昭和17年）3月に第2軍需部長に転じ、1943年（昭和18年）6月に「五洲丸」艦長（第11航空艦隊）に就任して太平洋戦争に出征した。1944年（昭和19年）6月10日に「北上」艦長となり、8月29日に「間宮」特務艦長に就任。12月21日に補給作戦としてサイゴンからフィリピンへ航行中、南シナ海東沙島西方沖でアメリカ潜水艦「シーライオン」から魚雷攻撃を受け「間宮」は沈没し、加瀬は戦死した。同日任海軍少将。

## 年譜
- 1916年（大正5年）11月22日 - 海軍兵学校卒業、八雲乗組[2]
- 1917年（大正6年）
  - 8月17日 - 朝日乗組[2]
  - 12月1日 - 海軍少尉[2]
- 1918年（大正7年）12月1日 - 海軍水雷学校普通科学生[2]
- 1919年（大正8年）
  - 5月23日 - 海軍砲術学校普通科学生[2]
  - 12月1日 - 海軍中尉、朝風乗組[2]
- 1920年（大正9年）12月1日 - 海軍潜水学校普通科学生[2]
- 1921年（大正10年）
  - 5月25日 - 第13潜水艦乗組[3]
  - 12月1日 - 第20潜水艦乗組[3]
- 1922年（大正11年）
  - 7月1日 - 第45潜水艦乗組[3]
  - 12月1日 - 海軍大尉、第41潜水艦乗組[3]
- 1924年（大正13年）11月1日 - 呂号第23潜水艦乗組（艦名変更）[3]
- 1925年（大正14年）12月1日 - 呂号第23潜水艦長[3]
- 1926年（大正15年）11月15日 - 襟裳分隊長[3]
- 1927年（昭和2年）12月1日 - 利根運用長兼分隊長[3]
- 1929年（昭和4年）
  - 4月10日 - 龍田水雷長兼分隊長[3]
  - 11月30日 - 海軍少佐、桜駆逐艦長兼橘駆逐艦長[3]
- 1930年（昭和5年）12月1日 - 兼樺駆逐艦長兼桐駆逐艦長[3]
- 1931年（昭和6年）
  - 4月1日 - 望月駆逐艦長[3]
  - 9月5日 - 鶴見運用長[3]
- 1932年（昭和7年）
  - 5月2日 - 鳥羽艦長[3]
  - 12月1日 - 佐世保軍需部部員[3]
- 1935年（昭和10年）
  - 10月21日 - 熱海艦長[3]
  - 11月15日 - 海軍中佐[3]
- 1937年（昭和12年）
  - 6月1日 - 佐世保鎮守府附[3]
  - 7月1日 - 北上副長[3]
- 1939年（昭和14年）3月1日 - 海軍兵学校教官兼監事[3]
- 1940年（昭和15年）11月15日 - 海軍大佐[3]
- 1941年（昭和16年）
  - 4月17日 - 呉軍需部第1課長兼部員[3]
  - 10月31日 - 兼呉軍需部総務課長[3]
  - 11月30日 - 免兼[3]
- 1942年（昭和17年）3月10日 - 第2軍需部長[3]
- 1943年（昭和18年）
  - 5月1日 - 呉鎮守府附[3]
  - 6月21日 - 五洲丸艦長[3]
  - 10月1日 - 五洲丸指揮官[3]
- 1944年（昭和19年）
  - 4月21日 - 横須賀鎮守府附[3]
  - 4月27日 - 呉鎮守府附[3]
  - 6月10日 - 北上艦長[3]
  - 8月29日 - 間宮特務艦長[3]
  - 12月21日 - 戦死、海軍少将[3]